# Peter Baldinger
Pour les articles homonymes, voir Baldinger.
Peter Baldinger (né le 30 novembre 1958 à Linz) est un peintre autrichien.

## Biographie
Baldinger travaille d'abord depuis 1981 comme journaliste de presse écrite, notamment comme chroniqueur judiciaire à Salzbourg et à Vienne. En 1985, il fournit des illustrations aux journaux et aux magazines. En 1988, il décide de se consacrer au dessin et à l'illustration.
En 1989, il est dessinateur pour Kurier et illustre Begegnungen de Gregor von Rezzori. La même année, il met fin à son activité journalistique et fait un voyage à Budapest.
En 1993, il participe à un atelier graphique à l'Académie internationale d'été des beaux-arts de Salzbourg auprès de Konrad Winter puis fait un voyage dans le Maine. En 1995, il présente sa première installation lors du Festival der Regionen à Unterach am Attersee.
Après une semaine de travail au Virginia Center for the Creative Arts, il fait en 1997 sa première exposition aux États-Unis dans l'ambassade d'Autriche à Washington. En 1998 et 1999, il crée avec Konrad Winter une installation dans le métro de Salzbourg.
Avec le cycle Where we are dans le centre scolaire de Mattighofen, il conçoit une installation divisée entre des pièces. En 2010, il reçoit pour la décoration avec Klaus-Jürgen Bauer du Café Maskaron dans le palais d'Esterházy le prix d'architecture du Burgenland en 2010.
En plus de son œuvre, Baldinger développe en 2007 à la demande d'Agnes Husslein la nouvelle identité visuelle de l'Österreichische Galerie Belvedere et crée depuis des installations dans ce musée.
En 2013, il expose la première toile de la Passion dans un style contemporain dans la cathédrale Saint-Étienne de Vienne.

## Source de la traduction
- (de) Cet article est partiellement ou en totalité issu de l’article de Wikipédia en allemand intitulé « Peter Baldinger » (voir la liste des auteurs).